# 辛祐
辛祐（14世紀—15世紀），字吉之，江西廣信府鉛山縣人，明朝政治人物。

## 生平
辛祐是詩人辛棄疾的後裔，在永樂三年（1405年）中舉人，次年（1406年）聯捷進士，獲授監察御史巡按遼東，因事被降為知縣，在地方勤慎，以治行卓異再陞為御史。宣德年間他上疏「守成十六帝策」，敘述自夏啟至宋真宗的事蹟，獲明宣宗嘉納，楊士奇在朝，對別人說：「辛公可謂真御史了。」家鄉有故人子素來和他友好，後來其人作亂，他就絕不往來，其氣節大概如此，死後入祀鄉賢祠和羣賢堂。

## 引用
1. 1 2  同治《鉛山縣志·卷十五·人物志》：辛祐，字吉之，棄疾裔也，永樂丙戌進士，大學士楊榮薦授監察御史，坐事調陸水令。公勤廉慎，治行卓異，入為御史，宣德初上言時事，獻守成十六帝策，自夏啟以至宋真宗，皆為之旁注表帖，上嘉納之。楊文貞公士奇在朝，語人曰：「若辛公可謂真直指矣。」里中有故人子，素與祐歡，後其人任俠亂禁，絕不與通，其他節概類是，祀鄉賢祠，並祀羣賢堂。 舊志
2. ↑  同治《鉛山縣志》·卷十二·選舉志：進士……明 永樂四年丙戌林環榜 辛祐 字吉之，　　人，棄疾裔，杭州知府，祀鄉賢祠、羣賢堂，有傳……舉人……永樂三年乙酉科……辛祐 見進士
3. ↑  《全遼志·卷三·職官志》：巡按 永樂年設兼提督學政 ……辛祐 江西鉛山人進士